# 黃善聰
黄善聪，明朝女性人物，南京人。
十三岁丧母，父亲在庐州、凤阳一带贩香，让善聪穿着男子服装从游数年。父亲去世，黄善聪通晓贩香之业，改姓名为张胜。有个贩香的叫李英，与她结伴多年，不知她是女子。后来一起到南京去探望其姊。其姊开始不认识，问清缘故，怒骂道：“男女乱群，太污辱我了。”拒不接纳。黄善聪以死自誓。于是呼喊邻家婆婆检查，果然是处子。姐妹相持痛哭，马上为她改装。第二天，李英前来，知黄善聪是女子，怏怏如失，回家告知母亲求婚。黄善聪不从，说：“如果嫁给李英，之前的瓜田李下怎么解释呢？”邻里相劝，黄善聪更坚决。有司得知，资助聘礼，判令两人为夫妇。